# Zaid Tahseen
Zaid Tahseen (29 de enero de 2001) es un futbolista iraquí que juega en la demarcación de defensa para el Pakhtakor F. C. de la Super Liga de Uzbekistán.

## Selección nacional
Hizo su debut con la selección absoluta de Irak el 26 de septiembre de 2022 en un encuentro amistoso contra Siria que finalizó con un resultado de 1-0 a favor del combinado iraquí tras el gol de Aymen Hussein.

## Clubes
| Club              | País       | Año       | Partidos | Goles |
| ----------------- | ---------- | --------- | -------- | ----- |
| Al-Najaf SC       | Irak       | 2019-2020 |          |       |
| Naft Al-Wasat SC  | Irak       | 2020-2021 |          | 1     |
| Al-Talaba SC      | Irak       | 2021-2024 |          | 14    |
| Al Quwa Al Jawiya | Irak       | 2024-2025 |          |       |
| Pakhtakor F. C.   | Uzbekistán | 2025-     |          |       |